# Russ Cook
 (avril 2024).
Pour les articles homonymes, voir Cook.
Russell Cook, né le 13 mars 1997, également connu sous le nom de Hardest Geezer, est un athlète d'endurance britannique. En avril 2024, il devient le premier humain à avoir traversé l'Afrique de son point le plus au Sud à son point le plus au Nord (et le troisième à traverser l'Afrique après Nicholas Bourne en 1998 et Jesper Olsen en 2008) dans le cadre du Project Africa,,,.

## Project Africa
Le 22 avril 2023, Cook a lancé le Project Africa, avec pour but de traverser le continent en courant. Il a commencé au Cap des Aiguilles, en Afrique du Sud et s'est terminé au Cap Angela, en  Tunisie, le 7 avril 2024.

## Réalisations
- Courir depuis Istanbul, en Turquie à Worthing, en Angleterre, en 68 jours[6].
- Établir le record du monde du marathon le plus rapide en tirant une voiture : 9 heures et 56 minutes[7].
- Parcourir toute l’Afrique en courant, en traversant 16 pays[5].